# Geografia de Luxemburg
El Gran Ducat de Luxemburg (en luxemburguès: Grand Duche de Luxembourg) és un estat d'Europa occidental, situat entre França que queda al sud i Alemanya que queda a l'est, limitant al nord i a l'oest amb Bèlgica.

## Geografia física
Amb els seus 2.586 quilòmetres quadrats, Luxemburg és el vuitè país més petit d'Europa, trobant-se en el lloc 178 a nivell mundial.

### Relleu

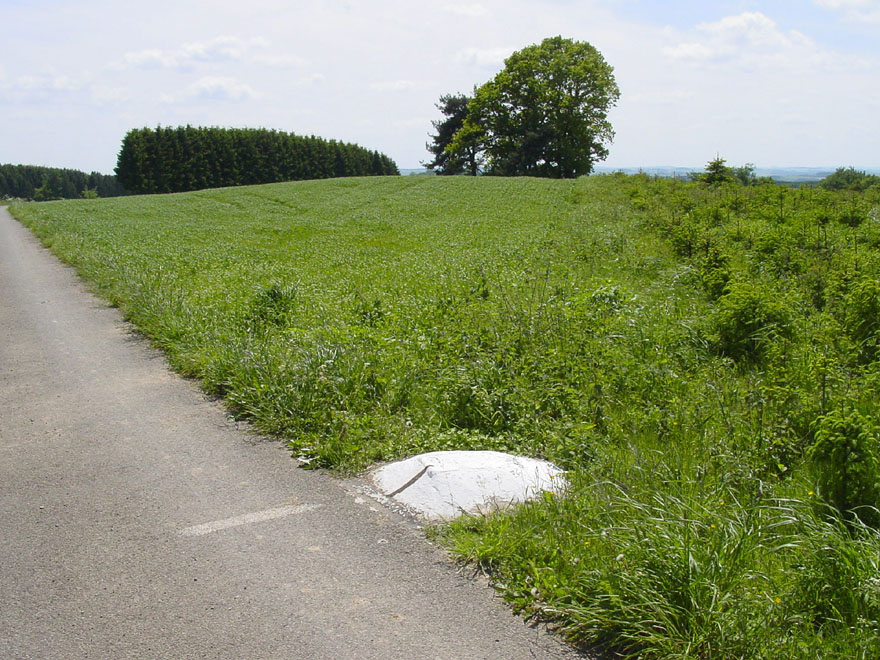
El Kneiff, el punt més alt de Luxemburg.

El paisatge de Luxemburg està dominat per pujols suaument arrodonits i amples i valls poc profundes. És lleugerament muntanyenca en el nord i va descendint cap a les planes drenades pel riu Mosel·la al sud-est. Comprèn dues regions de diferent orografia: el Oesling al nord i Gutland al sud.
Al nord de la ciutat de Luxemburg s'estén l'Oesling (també Éislek, Œsling, Oesling, Ösling o Eisling, això és "Zona Freda"); abasta aproximadament el terç nord del territori, posseeix una àrea de 828 km² amb una altura mitjana de 450-500 msnm. Aquest conjunt de terres altes es correspon amb els contraforts meridionals de l'altiplà de les Ardenes. El seu relleu és accidentat, més alt que la resta del país i està cobert per boscos de coníferes. Per ella discorren els afluents del Mosel·la.
Gutland, en el sud i centre del país, s'estén per 1.758 km². Continua les ondades planícies de la Lorena que estan profundament excavades pels rius que formen estrets i serpentejants valls que baixen de sud-oest a nord-est. És la de terrenys més fèrtils, clima més benigne i subsòls rics en minerals com el ferro i el carbó. Per això la hi coneix com Bon Pays o Gutland ("Bon País"). Posseeix una altitud mitjana de 215 msnm, i s'interromp a l'Est a les valls vitivinícoles del riu Mosel·la.
El punt més baix del país es troba en el riu Mosel·la en Wasserbillig (punt de confluència amb el Sauer) 133 msnm, en la comuna de Mertert.
El punt més alt és Op Kneiff en Wilwerdange 595 msnm (comuna de Ëlwen/Troisvierges). Sovint es considera com a lloc més elevat la Buergplatz (plaça de la ciutat) de Huldang/Huldange encara que en tal punt l'altitud és de 558,35 msnm.

### Rius
Luxemburg té una sèrie de rius menors com l'Eisch, l'Alzette i el Pétrusse, però el principal riu és el Mosel·la, que discorre pel sector oriental, traçant la frontera amb Alemanya, amb els seus afluents el Sûre i l'Our. Amb l'excepció del Chiers afluent del Mosa, el conjunt dels cursos d'aigua del país pertanyen a la conca del Mosel·la i pel conjunt del Rin. Els rius més importants són el Sûre al centre, el Alzette en el sud i el Wiltz en el nord.
Al llarg de les ribes del Mosel·la poden trobar-se molts dels castells medievals del país. El riu Mosel·la realment sorgeix en el nord-est de França i flueix cap al nord a través de Luxemburg durant 31 km per unir-se al poderós Rin en Coblenza, Alemanya. El Mosel·la té 515 km de llarg, i és navegable, a causa de la canalització, durant 64 km. Els vessants verds, cobertes de vinyes, flanquegen el riu, ple de meandres.
Nascut a Bèlgica, el riu Sûre recorre 172 km en adreça aquest a través de Luxemburg i després desemboca en el Mosel·la. El seu sinuós curs essencialment talla Luxemburg d'est a oest. El riu Our, que recorre la frontera nord-oriental, és un afluent del Sûre. La seva vall es troba envoltat per un paisatge no tocat per l'home.
D'est a oest el país està travessat pel Sauer/Sûre, afluent del Mosel·la, que rep per la seva riba dreta a l'Alzette i per l'esquerra a l'Our i al Clerve.

### Clima

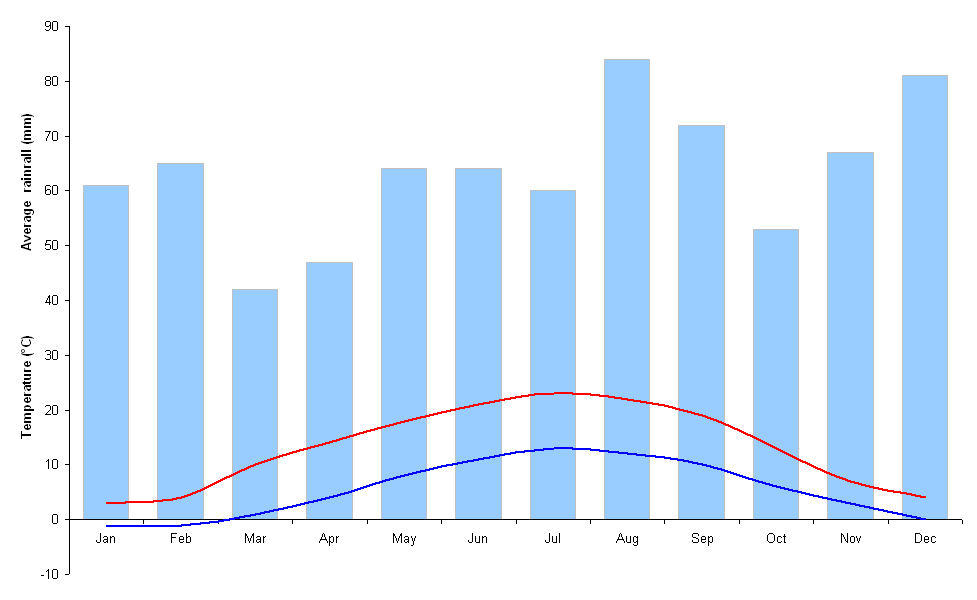
Precipitacions i temperatures de la ciutat de Luxemburg.

Clima continental modificat amb hiverns suaus i estius frescos. Gaudeix d'un clima temperat sense extrems. La temperatura mitjana anual és de 9 °C. El clima és més rigorós a les regions altes del nord, i més moderat en el sud. El temps estacional és alguna cosa diferent entre la regió septentrional i la meridional. En el nord hi ha considerable influència dels sistemes atlàntics, en els quals el pas de freqüents baixes pressions donen lloc a condicions de temps inestable. Això dona com a resultat cels ennuvolats i considerable plugim en l'hivern.
Les precipitacions anuals són copioses. La pluja aconsegueix 1.200 mm a l'any en algunes parts. En l'estiu, l'estiu excessiu és estona i les temperatures baixen significativament a la nit. Les temperatures baixes i la humitat fan que se li cridi "clima vigoritzant", de manera una mica irònica, pels quals viuen en aquesta part del país.
En el sud, encara que la pluja no és significativament baixa, a al voltant de 800 mm la diferència està en les temperatures entre l'hivern i l'estiu, especialment altes a la vall del Mosel·la. Les collites, especialment les vinyes, creixen aquí. Amb una temperatura mitjana anual de 10 °C, els mesos més assolellats són maig a agost.

### Medi ambient
Segons WWF, el territori de Luxemburg correspon a l'ecoregió denominada bosc de frondoses d'Europa occidental. Conforme a la normativa de la Unió Europea, el territori d'aquest país pertany a la regió biogeogràfica continental. 313 hectàrees estan protegides com a aiguamolls d'importància internacional a l'empara del Conveni de Ramsar, en total, dos llocs Ramsar: Haff Réimech i Vallée de la Haute-Sûre.
Les principals preocupacions ecològiques són la contaminació atmosfèrica i aqüífera a les zones urbanes, particularment pluja àcida i contaminació del sòl de terres de conreu.

## Geografia humana
Luxemburg té una població de 491.775 habitants (est. juliol de 2009), la qual cosa significa que té una densitat de població alta, de 190,17 h/km². La població en la seva majoria urbana (82% en 2008), posseeix un índex de creixement anual que no supera l'1,172% (est. 2009).
Principals grups ètnics: luxemburguesos 63,1%, portuguesos 13,3%, francesos 4,5%, italians 4,3%, alemanys2,3%, altres nacionals de la Unió Europea 7,3%, altres 5,2% (2000). Es parla luxemburguès, idioma nacional dialecte de l'alemany amb elements del francès i del neerlandès; alemany (idioma administratiu) i francès (idioma administratiu). Quant a la religió, la catòlica és la més practicada 87%, encara que existeixen minories protestants, jueves i musulmanes que integren el 13% restant (any 2000).
La capital, Luxemburg és la població més gran del país, amb 86.009 habitants en 2007. Altres ciutats importants són Esch o Esch-sud-Alzette, centre industrial que es troba cap al sud-oest de la capital, a la frontera amb França i Echternach, a l'est, contra la frontera amb Alemanya.
Administrativament, es divideix en tres districtes: Diekirch, Grevenmacher i Luxemburg. Tradicionalment, a Luxemburg es distingien dotze cantons: Luxemburg, Capellen, Esch, Mersch, Clervaux, Diekirch, Redange, Vianden, Wiltz, Echternach, Grevenmacher i Remich.

## Geografia econòmica
Els principals recursos naturals de Luxemburg són: minerals ferrosos, que van donar lloc a una gran indústria siderúrgica; ja no s'explota) i carbó mineral i les terres cultivables que representen el 27,42% de l'ús de la terra i inclou vinyes. A cultius permanents es dedica el 0,69% (2005); pastures permanents 20%, forestal i boscosa, 21% i una altra 34% (est. 1993). En 1993 es va estimar que el regadiu representava 10 km², actualment (2009) és una dada no disponible.

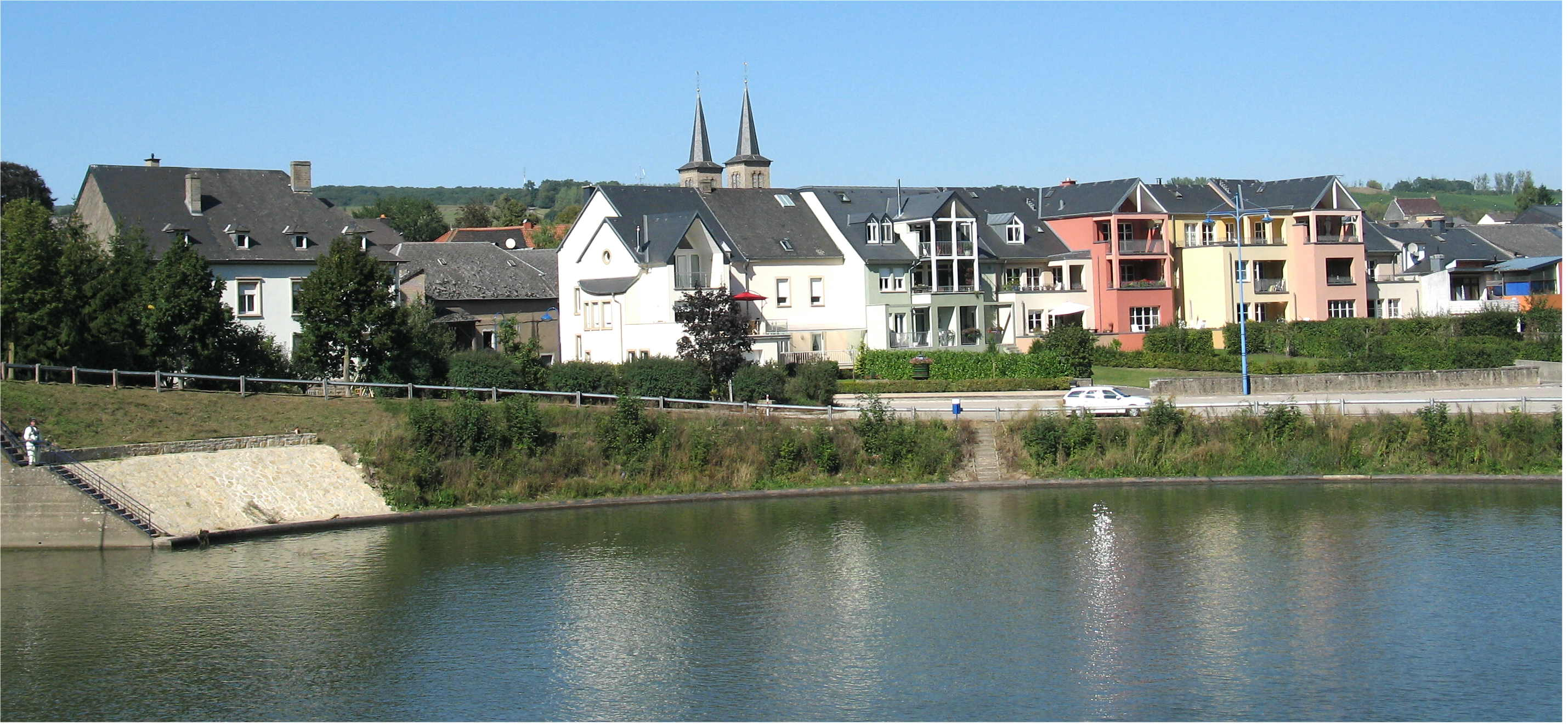
Mertert, a la vora del riu Mosel·la.

La composició del PIB per sector és: agricultura 0,4%, indústria 13,6% i serveis 86% (est. 2007). L'agricultura empra al 2,2% de la població activa, la indústria el 17,1% i els serveis el 80,6% (2007). La població activa es calcula en 208.000 treballadors. L'economia depèn dels treballadors estrangers i transfronterers en el 60% de la seva població activa: 125.400 són treballadors estrangers que viuen a l'altre costat de la frontera que provenen principalment de França, Bèlgica i Alemanya.
Té una economia petita, estable, amb alts ingressos. Es beneficia de la seva proximitat amb França, Bèlgica i Alemanya. Històricament tant la inflació com la desocupació s'han mantingut baixos. El sector industrial, inicialment dominat pel zero, s'ha anat diversificant per incloure productes químics, goma i altres productes. El creixement en el sector financer, al que ara es deu el 28% del PIB, ha fet més que compensar el declivi de l'acer. Els bancs estan en la seva major part en mans estrangeres, i la major part del negoci ho tenen en les operacions exteriors.
Com la resta de la Unió Europea, després d'experimentar una forta expansió entre 2004 i 2007, ha patit la crisi de 2008-2009, però malgrat això segueix gaudint d'un alt nivell de vida, ja que el seu PIB per capita és el tercer del món, després de Liechtenstein i Qatar, i és el més alt de la Unió Europea.
Els principals productes agrícoles són: vi, raïm, ordi, civada, patates, blat i fruites. De la ramaderia s'obtenen productes làctics. Quant als productes industrials, cal citar: serveis banquers i financers, ferro i acer, tecnologia de la informació, telecomunicacions, transport de mercaderies, indústria alimentosa, substàncies químiques, productes metàl·lics, enginyeria, pneumàtics, cristall, alumini i turisme.
Hi ha 275 km de ferrocarril, i 5.227 km de carreteres, totes elles pavimentades i incloent 147 km d'autopista (2004). Quant a les vies fluvials, hi ha 37 km en el curs del riu Mosel·la (2008). El port fluvial més important és Mertert, en el districte de Grevenmacher.